# Max mon amour
Pour plus de détails, voir Fiche technique et Distribution.
Max mon amour est un film franco-nippo-américain réalisé par Nagisa Ōshima, sorti en 1986.

## Synopsis
Peter, diplomate anglais en poste à Paris soupçonne sa femme Margaret d'entretenir une liaison extra-conjugale. Il engage un détective privé et apprend qu'elle loue un appartement. Après avoir réussi à s'en procurer la clé, il découvre que l'amant de sa femme est un chimpanzé dénommé Max.

## Fiche technique
- Titre : Max mon amour
- Réalisation : Nagisa Ōshima
- Scénario : Nagisa Ōshima et Jean-Claude Carrière
- Production : Serge Silberman
- Directeur de la photographie : Raoul Coutard
- Musique : Michel Portal
- Montage : Hélène Plemiannikov
- Décor : Pierre Guffroy
- Ensemblier : Pierre Lefait
- Maquillage : John Stephenson
- Coordinateur des combats et des cascades : Claude Carliez et son équipe
- Pays de production :  France,  États-Unis,  Japon
- Studios : Paris-Studios-Cinéma (Studios de Billancourt)
- Langue : français, anglais
- Format : couleurs - Mono - 35 mm
- Genre : comédie dramatique[1]
- Durée : 98 minutes
- Date de sortie : 1986

## Distribution
- Charlotte Rampling : Margaret Jones
- Anthony Higgins : Peter Jones
- Victoria Abril : Maria
- Anne-Marie Besse : Suzanne
- Fabrice Luchini : Nicolas
- Nicole Calfan : Hélène
- Pierre Étaix : Le détective
- Bernard Haller : Robert
- Sabine Haudepin : Françoise, la prostituée
- Bernard-Pierre Donnadieu : Archibald
- Christopher Hovik : Nelson Jones
- Bonnafet Tarbouriech : Le vétérinaire

Max est interprété par la marionnettiste Ailsa Berk, connue pour ses interventions sur Star Wars, épisode VI : Le Retour du Jedi, Greystoke et Doctor Who. Elle n'est pas créditée au générique.

## Distinctions
- 1986 : Max mon amour est présenté en compétition pour la Palme d'or au festival de Cannes[3]